# Жиделіарик
Жиделіари́к (каз. Жиделіарық) — село у складі Шиєлійського району Кизилординської області Казахстану. Адміністративний центр та єдиний населений пункт Жиделіарицького сільського округу.
У радянські часи село називалось Жиделі.
Населення — 1013 осіб (2021; 905 у 2009, 840 у 1999, 762 у 1989).